# Autorun.inf
Le fichier autorun.inf (la casse peut varier) est un fichier texte enregistré à la racine d'un périphérique de stockage (CD, Clé USB, etc.) permettant de configurer un AutoRun pour les systèmes d'exploitation Microsoft Windows. Le mécanisme d'AutoRun existe depuis Windows 95 et a été conçu pour faciliter l'installation des logiciels vendus sur CD-ROM.

## Contenu du fichier
autorun.inf est un fichier texte encodé en ASCII ayant la même structure que les fichiers de configuration INI. Il contient donc des informations regroupées en sections et clés, et enregistrées comme ceci :
```
[section]

clé
=
valeur

```

Le fichier autorun.inf peut contenir :
- Le chemin d'accès d'un programme à exécuter lors de l'insertion du média (la fonction principale de l'AutoRun) ;
- Le chemin d'accès d'une icône qui apparaîtra dans l'Explorateur Windows en remplacement de l'icône standard correspondant au type du périphérique clé: icon ;
- Des commandes supplémentaires qui seront ajoutées dans le menu contextuel du périphérique (accessibles avec un clic-droit) ;
- La commande à exécuter par défaut lorsque l'utilisateur double-clique sur l'icône du périphérique ;
- Des paramètres destinés à forcer le mécanisme de détection de l'AutoPlay (par exemple une valeur indiquant le type de contenu) ;
- Des paramètres indiquant la présence de pilotes ;
- Un paramètre indiquant le nom du périphérique clé: label.

## Activation
L'existence sur un média d'un fichier autorun.inf n'implique pas forcément que Windows va en exécuter les actions. Le traitement effectué avec la présence d'un fichier autorun.inf dépend de la version de Windows, du type de périphérique, et des valeurs de plusieurs clés de la base de registre.
Si aucune valeur des clés de la base de registre ne l'interdisent, le traitement suivant est effectué :
- Pour les versions antérieures à Windows XP :

Pour n'importe quel type de média, le fichier autorun.inf est lu, analysé, et les actions décrites sont exécutées silencieusement.
- Pour Windows XP, avant le Service pack 2 :

Le fonctionnement reste inchangé pour les CD-ROM mais, avec l'introduction de l'AutoPlay, Windows n'utilise plus le fichier autorun.inf pour les périphériques de type DRIVE_REMOVABLE ; ces derniers activent le lancement de l'AutoPlay. Il en est de même pour les périphériques de types DRIVE_CDROM ne possédant pas d'autorun.inf.
- Pour Windows XP Service pack 2 et ultérieur :

Les périphériques de type DRIVE_FIXED activent également le lancement de l'AutoPlay. Les actions configurées dans le fichier autorun.inf apparaissent dans la boîte de dialogue de l'AutoPlay.
Les périphériques DRIVE_REMOVABLE continuent d'utiliser l'AutoPlay, mais prennent en compte le fichier autorun.inf. Il est possible de faire apparaître les actions de l'autorun.inf dans la boîte de dialogue de l'AutoPlay.
- Pour Windows Vista, 7 et 8 :

Quel que soit le type du périphérique, l'AutoRun n'est plus activé automatiquement et silencieusement ; la boîte de dialogue de l'AutoPlay est affiché à l'utilisateur.
- Pour Windows 7 et 8 :

Pour tous les périphériques, excepté ceux de types DRIVE_CDROM, il n'y a plus que deux clés utilisables : label et icon (permettant de définir le nom du lecteur et son icône). Toutes les autres clés sont ignorées.
Il existe un patch pour Windows XP et ultérieur, KB971029, permettant d'utiliser ces fonctionnalités.

## Exemple de fichier
Voici un exemple de fichier autorun.inf :
```
[AutoRun]

open
=
autorun.exe

icon
=
autorun.ico

action
=
Installer le logiciel

label
=
Mon logiciel à installer

```

## Sections
Comme tout fichier INI, un fichier autorun.inf peut contenir plusieurs sections, dont la plus importante est [autorun].